# Oudalan (tỉnh)
Oudalan là một trong 45 tỉnh của Burkina Faso, tọa lạc ở Vùng Sahel. Tỉnh này có diện tích 9.797 km², dân số năm 1997 ước khoảng 136.583 người, mật độ dân số là 13,9 người/km²
Thủ phủ là Gorom-Gorom.
Oudalan được chia thành 5 tổng:
- Deou
- Gorom-Gorom
- Markoye
- Oursi
- Tin-Akof